# Пам'ятник прикордонникам (Ростов-на-Дону)
Пам'ятник прикордонникам (рос. Памятник пограничникам; повна назва — Пам'ятник прикордонникам усіх поколінь, рос. Памятник пограничникам всех поколений) — пам'ятник в місті Ростов-на-Дону. Відкритий у жовтні 2014 року, розташований на набережній річки Дон.
Адреса: м. Ростов-на-Дону, вулиця Берегова, біля будинку 53.

## Історія
Місто Ростов-на-Дону довгий час залишалося форпостом південних рубежів Російської імперії. В даний час на Дону проживають близько 60 тисяч людей, які відслужили в різний час в прикордонних військах. На території біля пам'ятника навесні в День прикордонника проводяться традиційні щорічні зустрічі ветеранів прикордонних військ. У травні 2012 року тут було закладено камінь.
У жовтні 2014 року на вулиці Берегової у місті Ростов-на-Дону був відкритий пам'ятник «Прикордонникам усіх поколінь». Автором проекту пам'ятника був ростовський скульптор Давид Рубенович Бегалов (1951—2013). Пам'ятник прикордонникам створювався за ініціативою ради ветеранів-прикордонників Ростова-на-Дону та Ростовської області на засоби ветеранів прикордонних військ.

## Опис

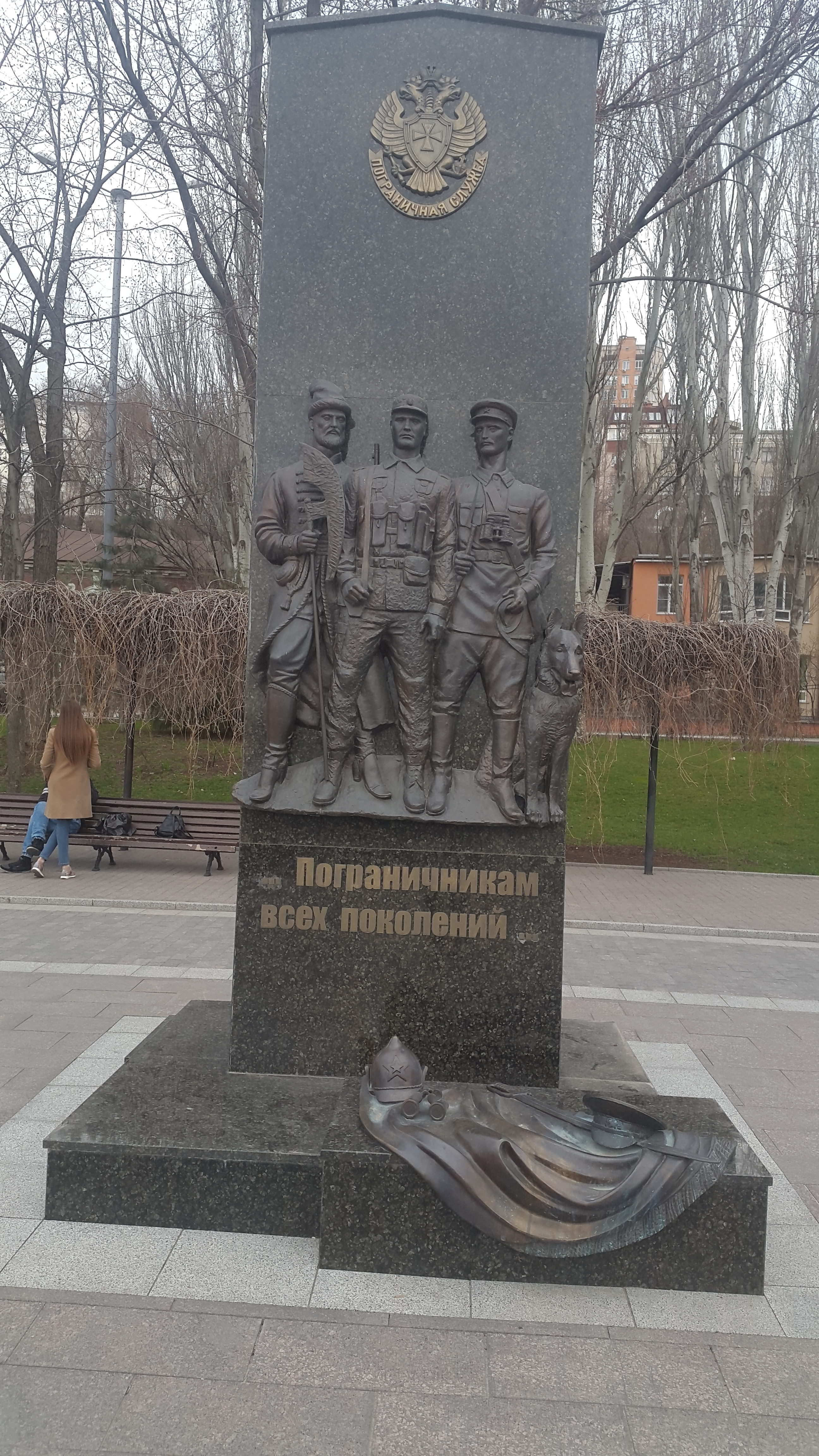
Пам'ятник прикордонникам

Композиція пам'ятника відображає історію і традиції прикордонних військ в Росії, в тому числі на Дону. Пам'ятник облицьований зеленим гранітом і являє собою чотириметрову плиту, на якій зображені три фігури воїнів-прикордонників, які захищали вітчизняні кордони в різні часи. Серед них — ратник царських часів з сокирою у правій руці, радянський і російський прикордонники у військових формах свого часу. Збоку від прикордонників сидить бронзова службова собака. У верхній частині плити закріплена емблема прикордонних військ з написом: «Прикордонна служба». Біля підніжжя скульптур прикордонників — плита з розташованою на ній бронзової кашкетом, буденновкой, шаблею і біноклем.
На звороті скульптури розташована карта Росії з написом: «Кордон Росії священна і недоторкана».